# Předstojná žláza
Předstojná žláza (latinsky: prostata) je přídatná pohlavní žláza, jejíž sekret je součástí ejakulátu a zvyšuje životaschopnost spermií. Prostata zdravého muže je velká asi jako vlašský ořech, váží zhruba 20 gramů, a je umístěna pod močovým měchýřem a jako prstenec obkružuje močovou trubici. U samic jsou k prostatě homologními strukturami Skeneho žlázy, mluví se dokonce o ženské prostatě.
Je vklíněná do prostoru mezi stydkou kostí a konečníkem – faktu, že se dotýká stěny konečníku a je tak poměrně snadno dostupná, se využívá jak při rektálním vyšetření prostaty, tak při sexu (viz dále).

## Funkce prostaty
Prostatické žlázky vylučují sekret, který se při ejakulaci mísí se spermiemi a tvoří 15–30 % ejakulátu. Samotný výměšek prostaty je bezbarvá nebo slabě opaleskující tekutina, se slabě kyselou reakcí (pH 6,4). Má typický zápach. Obsahuje bílkoviny (u člověka méně než 1 % objemu), hlavně imunoglobuliny, kyselou fosfatázu, proteázy a prostatický specifický antigen, polyaminy (spermin a spermidin), prostaglandiny, kyselinu citronovou a zinek.
Každá z těchto složek nějakým způsobem umožňuje nebo zvyšuje šanci na oplodnění. Proteázy a prostatický specifický antigen udržují sperma dostatečně řídké, spermin a spermidin zvyšují pohyblivost spermií, prostaglandiny stimulují svalovinu dělohy, kyselina citronová ve formě citrátů slouží jako pufr.
Zinek ovlivňuje metabolismus testosteronu v předstojné žláze. Jako všechny přídatné pohlavní žlázy i prostata potřebuje ke svému růstu a správné funkci vliv androgenů, tedy mužských pohlavních hormonů, z nich hlavně testosteronu. Bez nich produkce sekretu ustává a žláza časem involuje.

## Stavba
Prostata je svalově-žláznatý orgán, tvořený 30–50 tuboalveolárními žlázkami, obklopenými hladkou svalovinou a vazivovým stromatem. Vývody žlázek v počtu několik desítek ústí kolem semenného hrbolku (colliculus seminalis) do močové trubice. Sekret žlázek tvoří 15–30 % objemu ejakulátu. Kromě ejakulace je možné získat jejich sekret také expresí per rektum, což má léčebně – diagnostický význam. Na povrchu je prostata krytá vazivovou kapsulou, která je opředená sítí cév a nervů.
Žláza vzniká modifikací stěny močové trubice a u mužského plodu se objevuje v 9. týdnu nitroděložního vývoje. Materiálem pro vznik prostaty je močová trubice, Wolffův vývod a okolní mezenchym. Homologní strukturou u žen jsou parauretrální žlázy, které jsou vytvořené u některých žen a jsou příčinou tzv. ženské ejakulace.
U lidí se, z anatomického hlediska, prostata skládá z pěti laloků: pravého, levého, předního, zadního a středního. V průběhu života srůstají a v dospělosti již zcela splynou. V urologické praxi se proto používá rozdělení prostaty podle McNeala na tři zóny:
1. Periferní zóna (PZ) zahrnuje tu část prostaty, která obklopuje distální část močové trubice, epitel žlázek pochází z urogenitálního sinu. Periferní zóna je největší, tvoří asi 65 % předstojné žlázy. V periferní zóně také vzniká největší procento karcinomů prostaty, až 70 %.
2. Centrální (vnitřní) zóna (CZ) je část prostaty, která se nachází kolem ejakulačních vývodů. Epitel jejích žlázek pochází z urogenitálního sinu i z Wolffova vývodu. Tvoří 25 % objemu prostaty a vzniká v ní asi čtvrtina všech karcinomů prostaty.
3. Tranzitorní (přechodná) zóna (TZ) je nejmenší část, která tvoří jen 5 % předstojné žlázy. Obklopuje proximální část močové trubice. Ve vyšším věku může být místem vzniku benigní hyperplazie prostaty.

U starších mužů (i samců dalších savců) se někdy uvnitř vývodů hromadí kalcifikovaný materiál (corpora amylacea). Může ucpávat vývody a stává se také součástí ejakulátu.

## Prostata a sex
Stimulace předstojné žlázy je přirovnávána ke dráždění G-bodu žen a u některých mužů může zesílit, nebo i vyvolat orgasmus a zvýšit tak požitek ze sexu. Existují dva způsoby, jak dráždit prostatu: buď nepřímo, masáží hráze, nebo přímo, přes stěnu konečníku, tedy análním sexem. Dráždění prostaty je zdrojem uspokojení pasivního partnera při pohlavním styku.

## Onemocnění prostaty
- Zánět prostaty (prostatitis)
- Benigní hyperplazie prostaty
- Karcinom prostaty

### Karcinom prostaty
Karcinom prostaty je v Evropě druhým nejčastějším zhoubným nádorem u mužů a třetí nejčastější příčinou úmrtí mužů na maligní nádor. Postihuje muže staršího věku (nejčastěji kolem 70 let) a často probíhá bezpříznakově nebo jsou jeho projevy zpočátku mírné a pacient jim nevěnuje pozornost (potíže při močení apod.). Je-li objeven včas, má dobrou prognózu, v pokročilých stádiích metastazuje, zvláště do kostí.
V roce 2000 byl výskyt karcinomu prostaty v České republice 54,4/100 000 mužů.